# Крыжовка (Волынская область)
Крыжовка (укр. Крижівка) — село в Рожищенской городской общине Луцкого района Волынской области Украины.
Код КОАТУУ — 0724583502. Население по переписи 2001 года составляет 549 человек. Почтовый индекс — 45116. Телефонный код — 3368.

## История
В 1946 году указом ПВС УССР село Смердин переименовано в Крыжовку.
До 2020 года входило в Рожищенский район.